# Llinda de Can Rafelic
La Llinda de Can Rafelic és una obra de Santa Pau (Garrotxa) inclosa a l'Inventari del Patrimoni Arquitectònic de Catalunya.

## Descripció
Can Rafelic és una casa feta de carreus, de planta baixa i dos pisos. Conserva una llinda a la porta principal amb la següent inscripció: "PERA ÇIR		CASAS TRE ME HA	FETA 1738" (i una creu amb l'IHS a sota).

## Història
La vila de Santa Pau deu la gran empenta constructiva als seus barons. A finals de l'època feudal es va bastir tot el reducte fortificat; muralles, castell, plaça porticada o firal dels bous i grans casals. Poc després es va bastir la Vila Nova, fora muralles, al voltant de la Plaça del Baix. Cal destacar els grans casals de Can Cortada i Can Daniel. Al segle xviii es construïren les cases del carrer del Pont i les del carrer de Sant Roc. Al segle xix s'edificaren les del carrer Major.